# Shiba Nobuhiro
Nobuhiro Shiba (sinh ngày 18 tháng 4 năm 1974) là một cầu thủ bóng đá người Nhật Bản.

## Sự nghiệp câu lạc bộ
Nobuhiro Shiba đã từng chơi cho Oita Trinity và Albirex Niigata.